# صورة بلاغية
الصورة البلاغية هي كلمة أو عبارة تنحرف عمدًا عن استخدام اللغة العادية من أجل إحداث تأثير بلاغي. تصنف الصور البلاغية تقليديًا في اللغة ضمن التفصيل، الذي يختلف عن التسلسل العادي للكلمات والاستعارات، حيث تحمل الكلمات معنى آخر غير ما تشير إليه عادةً.

## العمليات البلاغية
صنف اللغويون الصور البلاغية إلى أربع فئات:
- إضافة، وتسمى أيضًا التكرار / التمدد / الزيادة الفائضة
- إغفال، وتسمى أيضًا الطرح / الاختصار / النقص
- التحويل
- التقليب، ويسمى أيضًا التبديل / التبادل / الاستبدال[4]

## أنواع
قسم علماء الخطاب الغربي الكلاسيكي الصور البلاغية إلى فئتين رئيسيتين، التفصيل والاستعارات. خلال عصر النهضة، قام العلماء بتعداد وتصنيف الصور البلاغية بدقة. هنري بيتشام، على سبيل المثال، في كتابه حديقة البلاغة (1577)، عدد 184 صورة بلاغية مختلفة "قام الخطباء بتصنيف أكثر من 250 صورة بلاغية مختلفة أو التعبيرات أو طرق استخدام الكلمات بالمعنى غير الحرفي.

## روابط خارجية
- الصور البلاغية